# Hugo Mönnig
Hugo Mönnig (* 22. Mai 1864 in Kalkar; † 8. Mai 1950 in Bad Godesberg) war ein deutscher Jurist und Politiker in der Zentrumspartei, nach dem Zweiten Weltkrieg in der CDU.

## Leben
Geboren wurde er am 22. Mai 1864 im niederrheinischen Kalkar als Sohn des Arztes Balduin Mönnig und Helene Dorsemagen. Mönnig studierte Rechtswissenschaft an den Universitäten Berlin und Bonn. Vor seinem Umzug nach Köln wirkte er ab 1894 als Gerichtsassessor am Landgericht Kleve. 1896 tat er es anderen Verwandten gleich und zog nach Köln um. Fortan war Mönnig als Rechtsanwalt tätig. Von 1902 bis 1933 war er Stadtverordneter der Zentrumsfraktion, deren Vorsitzender er ab 1913 war. Zusätzlich war Mönnig von 1908 bis 1933 Mitglied des Rheinischen Provinziallandtags, wo er gegen Ende seiner Amtszeit ebenfalls den Vorsitz der Fraktion innehatte.
Nach dem Ersten Weltkrieg kam es in den Jahren 1918 bis 1924 zu starken separatistischen Bestrebungen im Rheinland. Mönnig wirkte konsequent gegen derartige Absichten, während er die Gründung eines eigenen Bundesstaates Rheinland favorisierte, um eine Annexion seiner Heimat durch die französische Besatzungsmacht zu verhindern. Er verhandelte in dieser Sache mit dem französischen Rheinlandkommissar Paul Tirard und der Reichsregierung. In den Zeiten der Weimarer Republik war er Mitglied des Preußischen Staatsrates (1921 bis 1933), Provinzialvorsitzender seiner Partei (1922 bis 1933), stellvertretender Vorsitzender der Gesamtpartei, Vorstandsmitglied des Deutschen sowie Preußischen Städtetags. 1927 verlieh ihm die Universität Köln die Ehrendoktorwürde der Rechtswissenschaft.

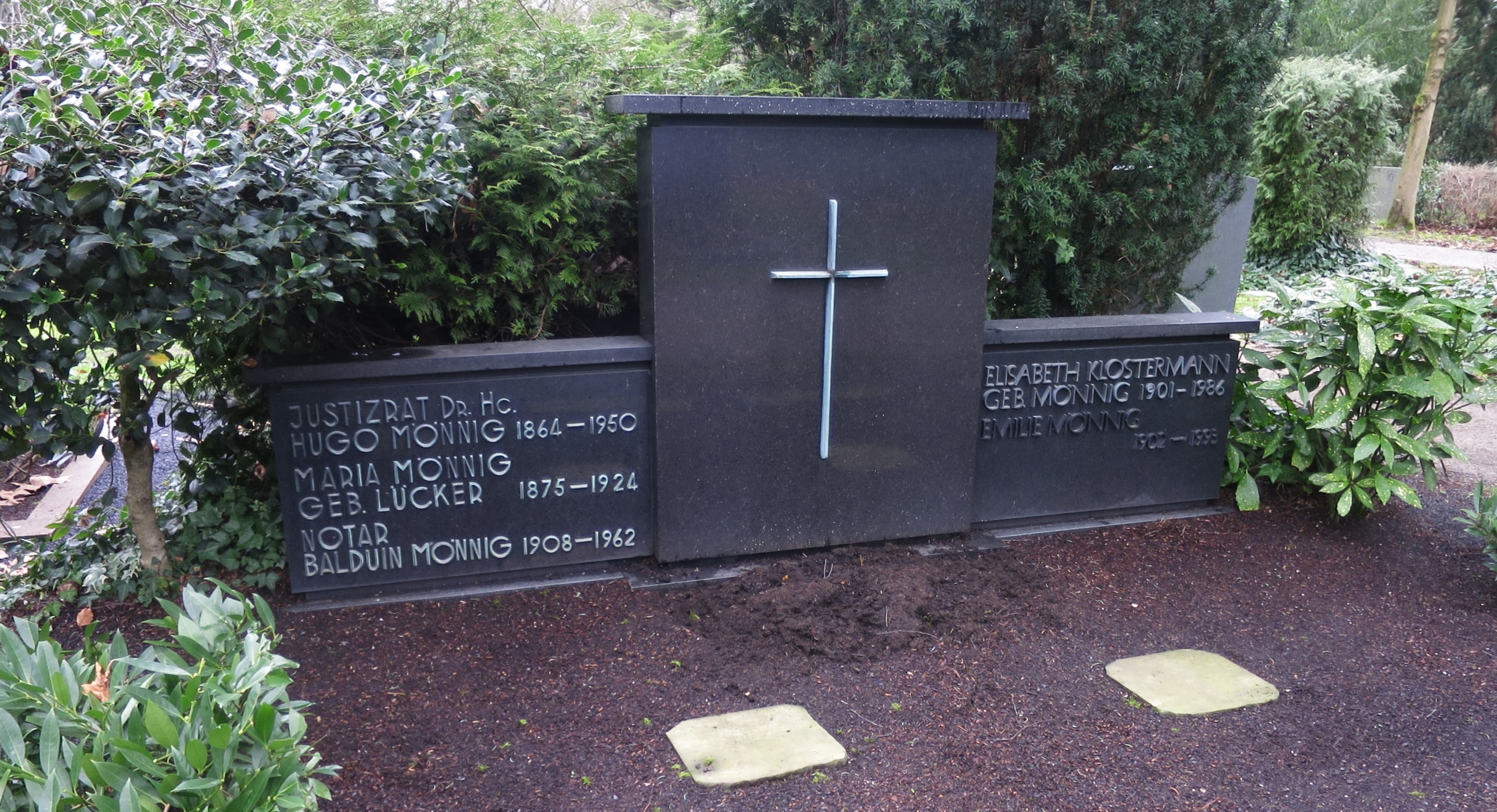
Grab der Familie Mönnig (2024)

An ihn herangetragene Angebote, Reichs- oder preußischer Staatsminister zu werden, lehnte er stets ab, da er sich der Kommunalpolitik verbunden fühlte. In seiner Eigenschaft als Teilhaber und Geschäftsführer des Kölner Görres-Hauses sowie Verleger der „Kölnischen Volkszeitung“ wurde von den neuen nationalsozialistischen Machthabern gegen ihn ein Strafverfahren wegen angeblichen betrügerischen Bankrotts eingeleitet. Das Verfahren endete mit einem Freispruch für Mönnig und ist als ein Versuch zu werten, mit den Honoratioren des politischen Katholizismus, der selbst bei den letzten Wahlen der Weimarer Republik stärkste Kraft im Rheinland blieb, abzurechnen. Die NSDAP musste jedoch einsehen, dass ähnlich wie im Falle Konrad Adenauers, der als Oberbürgermeister der Stadt Köln enger Vertrauter Mönnigs war, ein zu hartes Vorgehen gegen Funktionäre der Zentrumspartei Unmut in der Bevölkerung des Rheinlandes auslösen konnte. Nach dem Zweiten Weltkrieg trat Mönnig gemeinsam mit dem Großteil ehemaliger Mitglieder der Zentrumspartei in die CDU ein. 1946 war er in bereits völlig erblindetem Zustand Mitgründer der Kölnischen Rundschau.
Mönnig verstarb wenige Tage vor seinem 86. Geburtstag und wurde im Familiengrab auf dem Kölner Friedhof Melaten (Flur 82) beigesetzt.

## Ehrungen
Im Rheinland wurden zwei Straßen nach Hugo Mönnig benannt. In Köln-Longerich trägt die Mönnigstraße seinen Namen. 1930 wurde er zum Ehrenbürger seiner Geburtsstadt Kalkar ernannt; dort gibt es die Dr.-Hugo-Mönnig-Straße.